# Crimes de guerra dos Aliados

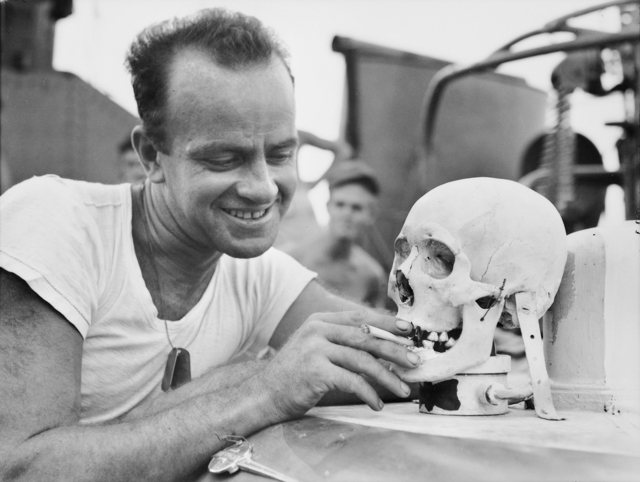
Oficial da Marinha dos Estados Unidos, a bordo de um Navio de guerra, com um crânio japonês.

Os Crimes de Guerra dos Aliados foram as violações das leis de guerra cometidas pelos Aliados na Segunda Guerra Mundial, contra civis ou soldados do Eixo, de natureza semelhante aos crimes de guerra nazistas.

## Investigações e punições
Ao fim da Segunda Guerra Mundial, aconteceram várias formações de tribunais para punir os crimes de guerra do Eixo, sendo os mais famosos deles o Julgamento de Nuremberg e o de Tóquio. Contudo, os tribunais foram postos sob a autoridade do fretamento de Londres, que apenas considerou alegações de crimes de guerra cometidos por pessoas que agiam no interesse do Eixo. 
Alguns desses delitos foram investigados pelas autoridades militares dos países do bloco dos Aliados, sendo os responsáveis levados à corte marcial. Mas a maioria das denúncias foi simplesmente ignorada e alguns processos, que chegaram a ser abertos, foram arquivados.
A polêmica em torno dos crimes de guerra dos Aliados reacendeu-se, em 2007, com a publicação do livro "After the Reich: The Brutal History of the Allied Occupation", de Giles MacDonough.

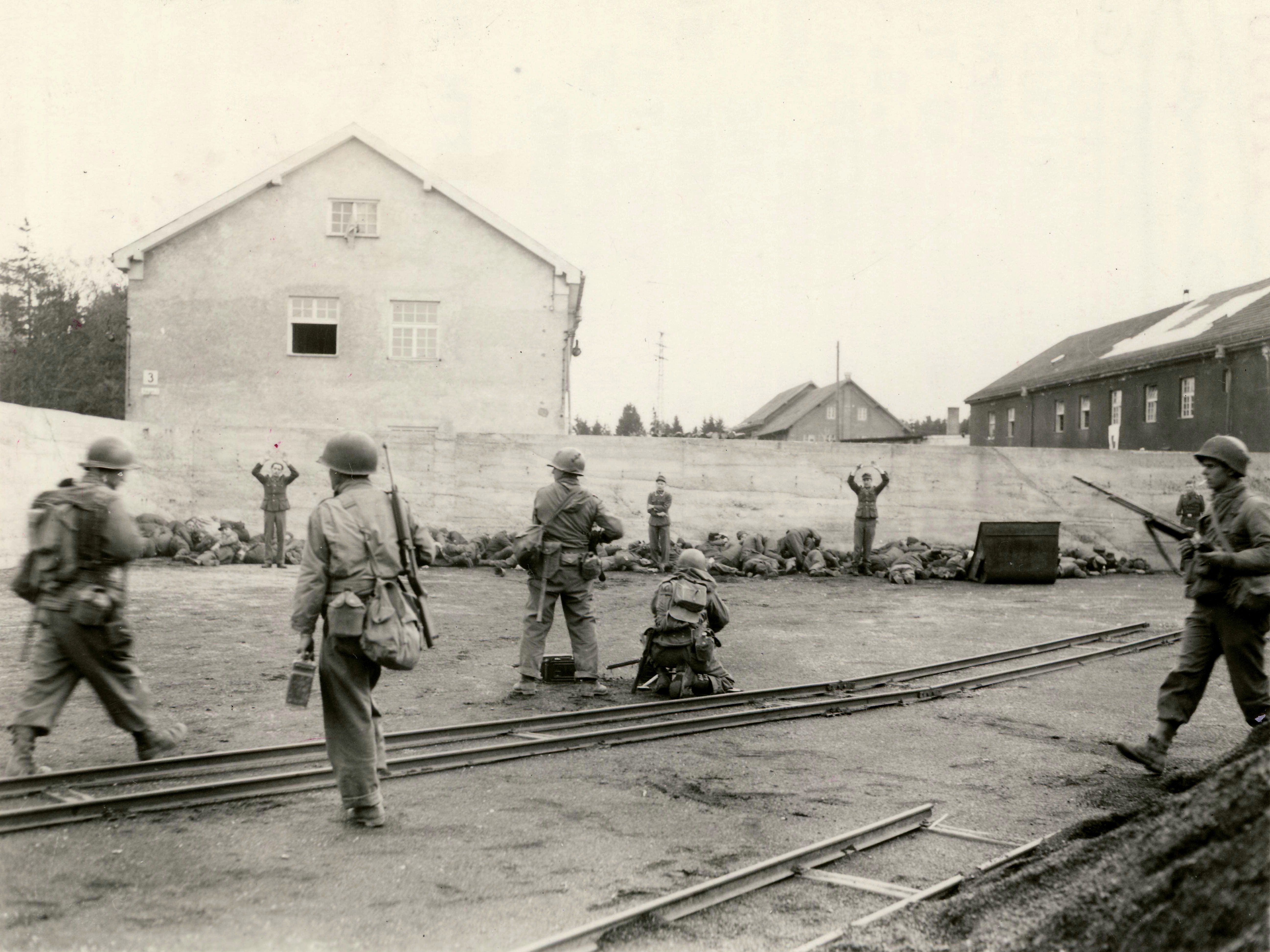
Suposta execução de soldados da SS por tropas estadunidenses na área do campo de concentração de Dachau durante a sua libertação, em 29 de Abril de 1945 (fotografia de exército dos Estados Unidos).

## Lista de crimes
- De acordo com Mitcham e von Stauffenberg,[4] a unidade do exército canadense "The Loyal Edmonton Regiment" teria assassinado prisioneiros de guerra alemães.
- Tropas franco-marroquinas, conhecidas como "Goumiers", teriam cometido estupros, sequestros, assassinatos e outros crimes de guerra contra mais de 12.000 civis, nas proximidades do Monte Cassino, na Itália.
- Segundo testemunhas, os Maquis executaram 17 alemães prisioneiros de guerra em Saint-Julien-de-Crempse (na região de Dordogne), em 10 de setembro de 1944. De acordo com os autores do massacre, 14 soldados foram assassinados por vingança, devido ao assassinato de 17 habitantes cometido pelos alemães. Essas pessoas foram assassinadas em represália à atividade de Resistência na região de St. Julien, que abrigava uma célula ativa do Maquis.[5]
- Assassinato de sobreviventes de naufrágios de navios alemães por soldados britânicos.[carece de fontes?]
- De acordo com testemunhas, soldados britânicos teriam saqueado museus, casas e outros estabelecimentos em Schleswig-Holstein durante sua ocupação, além de torturarem e assassinarem prisioneiros de guerra alemães.
- Estupros em massa de mulheres alemãs pelo Exército Vermelho.

- Massacre de Treuenbrietzen: execução em massa, pelos soviéticos, de mais de 1.000 civis alemães na cidade de Treuenbrietzen, em abril de 1945.[carece de fontes?]
- Massacre de Broniki: assassinato de soldados da Wehrmacht pelo Exército Vermelho.[carece de fontes?]
- Massacre de Metgethen: assassinato em massa, de civis alemães pelo Exército Vermelho na cidade de Metgethen.[carece de fontes?]
- Massacre de Nemmersdorf: estupro e assassinato em massa de civis alemães pelo Exército Soviético, na cidade de Nemmersdorf.[carece de fontes?]
- Massacre de Sprindort: assassinato em massa de civis alemães pelo Exército Vermelho soviético.[carece de fontes?]
- Massacre de Dachau: assassinato de guardas do Campo de concentração de Dachau, capturados pelos soldados norte-americanos. Cerca de 35 alemães da divisão SS-Totenkopfverbände foram mortos enquanto se rendiam. Além disso, os americanos teriam entregue armas aos prisioneiros do campo que, segundo testemunhas, torturaram e mataram outros 40 soldados alemães.[carece de fontes?]
- Massacre de Chenogne: durante a Batalha das Ardenas, soldados americanos teriam matado prisioneiros de guerra alemães.[6]
- Massacre de Jungholzhausen: assassinato de prisioneiros de guerra da Wehrmarcht e Waffen SS por soldados norte-americanos.[7]
- Massacre de Canicattí: assassinato de civis italianos por tropas americanas. Um dos autores da atrocidade foi o Tenente-coronel George Herbert McCaffrey (2 de Junho de 1890 - 1954).[8][9][10][11]
- Massacre de Biscari: assassinato de prisioneiros do eixo na invasão da Sicília.[carece de fontes?]
- Bombardeamento de Dresden: segundo o historiador Jörg Friedrich, a decisão de Winston Churchill de bombardear Dresden e outras cidades alemãs, entre janeiro e maio de 1945 (quando a guerra já estava definida), foi um crime de guerra.[carece de fontes?]
- Durante a invasão da Sicília, soldados britânicos teriam estuprado e cometido assédios sexuais em diversas cidades.[12]
- Assassinato de prisioneiros de guerra Alemães por soldados Franceses durante a Operação Dragão.[13]
- Durante a Invasão Aliada da Bélgica e Países Baixos, soldados canadenses e britânicos teriam cometido estupros e outros crimes de guerra em várias cidades.[carece de fontes?]
- Segundo Charles P. Stacey, soldados canadenses teriam estuprado mulheres e depois ateado fogo em casas alemãs na cidade de Friesoythe.[14]
- Afundamento de navios civis alemães por submarinos ingleses.[15]
- Segundo um estudo publicado pelo pesquisador britânico, Bob Lilly, cerca de 14 mil mulheres alemãs foram estupradas por soldados ingleses e norte-americanos.[carece de fontes?]
- Durante a Operação Overlord, soldados britânicos teriam cometido saques, torturas, estupros e assassinatos nas cidades francesas de Bayeux e Caen.[16]
- Prisioneiros alemães na Noruega teriam sido obrigados a limpar campos minados. Quando a "limpeza" terminou, 392 estavam feridos e 275 morreram.[17]
- Entre os desembarques do Dia-D em 6 de junho de 1944 e o final da guerra em setembro de 1945, soldados americanos teriam estuprado cerca de 3500 civis na França.[18] Além disso, numerosos saques foram realizados em casas e propriedades rurais francesas.[18]